# Gongylidiellum edentatum
Gongylidiellum edentatum là một loài nhện trong họ Linyphiidae.
Loài này thuộc chi Gongylidiellum. Gongylidiellum edentatum được František Miller miêu tả năm 1951.